# Boomhei
De boomhei (Erica arborea) is een plant uit de heidefamilie (Ericaceae). De soort komt met name voor in het Middellandse Zeegebied, het westen van Portugal, Catalonië, op de Canarische Eilanden, Madeira, het Rwenzorigebergte en het Ethiopisch Hoogland.
De soort lijkt op Erica lusitanica, maar de boomhei is hoger (1 tot 4 meter, al is 7 meter geen uitzondering) en heeft donkerder bladeren. De bloemen zijn wit en hebben gele stempels.

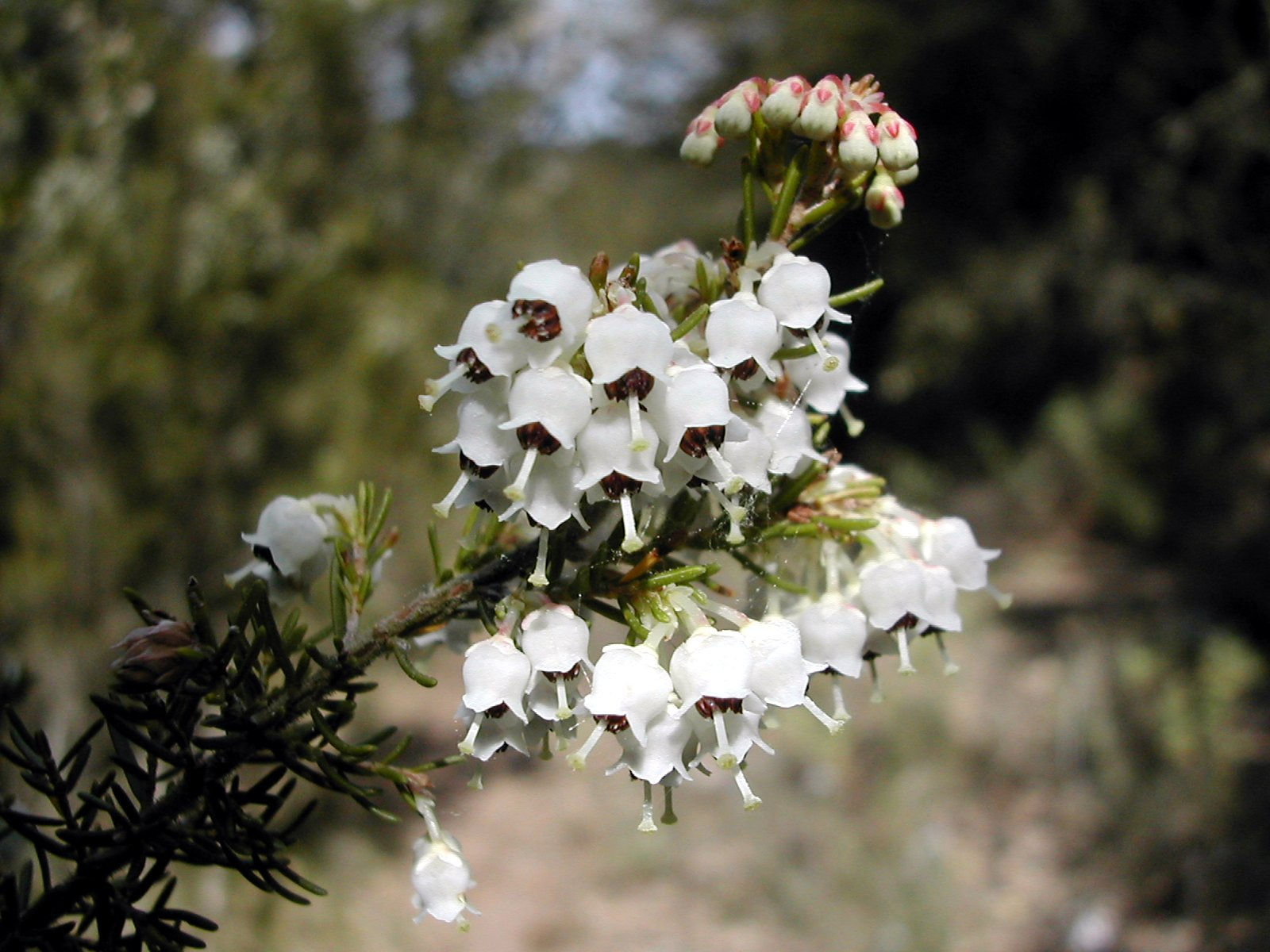
Bloemen

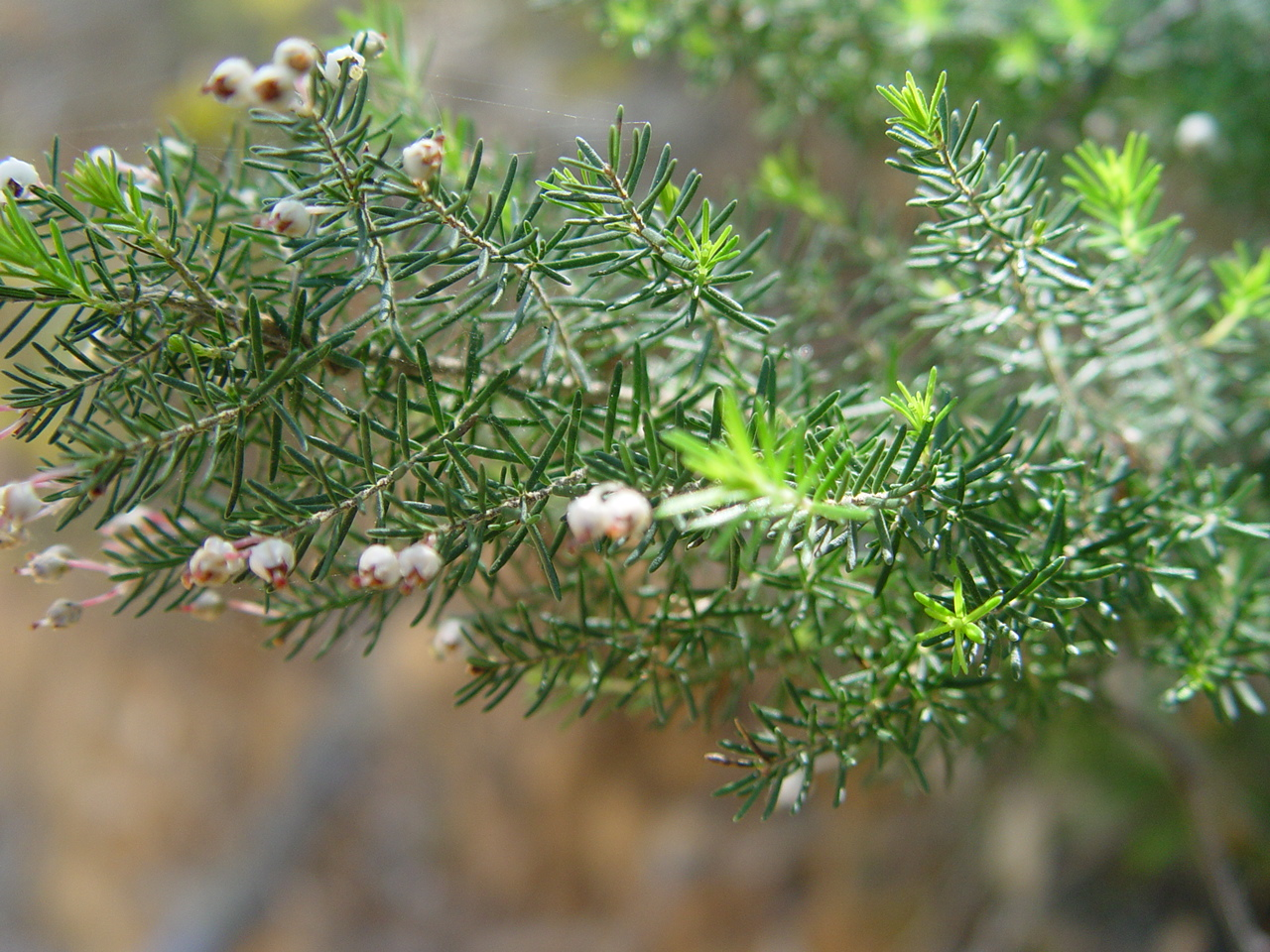
Tak

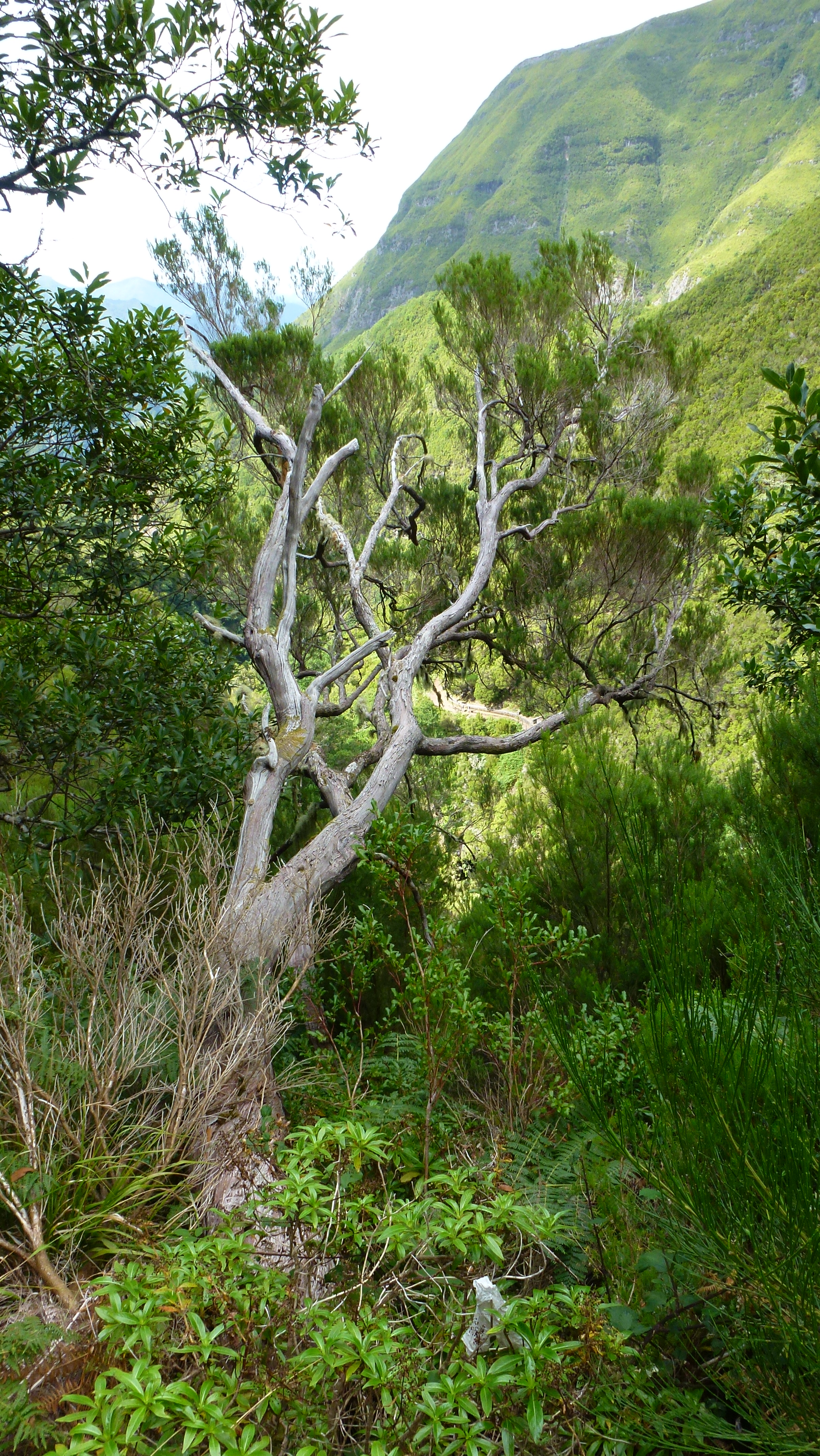
Boomvorm

De wortel van de boomhei wordt veelal gebruikt voor het fabriceren van pijpen. Dit vanwege de hardheid en hittebestendigheid van het hout, dat bruyère wordt genoemd. Ook laat het hout zeer weinig smaak achter in de rook.
... · 
E. arborea (boomhei) · 
E. cinerea (rode dophei) · 
E. lusitanica · 
E. rossii · 
E. scoparia (bezemdophei) · 
E. tetralix (gewone dophei) · 
...